# Jōtō-ku
Jōtō-ku (城東区?, Jōtō-ku) è uno dei 24 quartieri di Ōsaka, in Giappone. Si trova nella zona orientale della città, il 1º dicembre 2021 contava su 168 560 abitanti distribuiti su una superficie di 8,38 km², per una densità di 20 115 ab./km².

## Geografia fisica
Il territorio di Jōtō-ku è quasi del tutto pianeggiante e confina con Asahi-ku a nord, Tsurumi-ku a nord-est, la città di Higashiosaka a sud-est, Higashinari-ku a sud, Miyakojima a nord-ovest e Chūō-ku a sud-ovest. Nel quartiere di Chūō-ku, lungo il confine con Jōtō-ku si trova il Parco del Castello di Osaka, una delle maggiori aree verdi della città. Il centro del quartiere è attraversato lungo l'asse est-ovest dai corsi d'acqua tra loro paralleli Neyagawa e Neya-Dainigawa, che danno origine ad alcuni canali e si uniscono per poi confluire nel Kyū-Yodogawa poche centinaia di metri a ovest di Jōtō-ku.

## Storia
Il territorio di Jōtō faceva parte della distesa d'acqua formata a est dell'altopiano di Uemachi da diversi fiumi, tra i quali lo Yodo e lo Yamato. Gradualmente emerse dalle acque grazie ai sedimenti portati dai fiumi. I primi nuclei abitati che formarono il villaggio di Jōtō nacquero all'inizio del periodo Edo, nei primi anni del XVII secolo. I sedimenti rendevano però l'alveo dei fiumi poco profondo e con una portata limitata e le terre che erano emerse erano quindi soggette a frequenti inondazioni. Il problema delle inondazioni fu in parte risolto con il canale artificiale inaugurato nel 1704 che cambiò il corso dello Yamato, le cui acque furono convogliate direttamente in mare con un nuovo estuario situato alcuni chilometri più a sud. L'economia della zona trasse giovamento, l'area fu bonificata e divenne in prevalenza agricola con coltivazioni di cotone e riso, gli insediamenti si ingrandirono e furono costruite le prime strade.
Vi erano però ancora le inondazioni dello Yodo e fu particolarmente devastante quella del 1885, dopo la quale si progettò il canale Shin-yodogawa, inaugurato nel 1909, che raccoglie gran parte delle acque dello Yodo e le scarica in mare verso nord. All'inizio del secolo furono inoltre dragati i fiumi, costruiti nuovi canali che migliorarono i trasporti via acqua e vennero attuate drastiche misure di controllo idraulico che ridussero il rischio di inondazioni.
Nel frattempo erano state inaugurate le prime ferrovie che passavano nel territorio di Jōtō e le stazioni divennero nuovi poli di aggregazione. Erano gli anni dell'industrializzazione e lungo le ferrovie furono costruite molte fabbriche che richiamarono sempre di più i nuovi abitanti. Il tasso di crescita della popolazione negli anni a cavallo del 1900 fu enorme e le aree rurali divennero presto industriali e residenziali. Il territorio di Osaka fu ampliato per la prima volta nel 1890, e con la seconda espansione nel 1914 assorbì il villaggio di Jōtō, che fu inserito nel quartiere cittadino di Higashinari-ku. Proseguì lo sviluppo ferroviario e la stazione di Kyōbashi, facente parte di Jōtō, divenne nel giro di pochi anni una delle più importanti di Osaka. Fu inaugurata nel 1895 assieme alla Linea Jōtō, che negli anni 1960 sarebbe diventata parte della Linea Circolare di Ōsaka. Le inondazioni dovute alle forti piogge causarono maggiori danni con l'urbanizzazione.
Nell'aprile del 1943, durante la seconda guerra mondiale, la parte settentrionale del quartiere Higashinari-ku e la parte meridionale del quartiere Asahi-ku vennero scorporate e unite per formare Jōtō-ku, che fu uno dei sette nuovi quartieri inaugurati dalla città di Osaka. Durante il conflitto Jōtō-ku fu sottoposto a pesanti bombardamenti alleati per la sua vicinanza all'arsenale cittadino, che era stato trasferito al Castello di Osaka, e per la presenza al suo interno di importanti fabbriche e ferrovie, causando molte vittime e ingenti danni. La ricostruzione nel dopoguerra procedette velocemente di pari passo con il boom economico dell'intero Paese. Nel 1955 Jōtō-ku fu ingrandito con l'inserimento di nuovi distretti, mentre una parte del territorio fu staccata nel 1974 per formare il nuovo quartiere Tsurumi-ku.
Nel 1968 fu inaugurata la prima linea della Metropolitana di Osaka che passa per Jōtō, la Linea Chūō, a cui fecero seguito negli anni successivi le linee Tanimachi nel 1977, la Nagahori Tsurumi-ryokuchi nel 1990 e la Imazatosuji nel 2006. Nel corso degli anni furono inoltre inaugurate nuove arterie stradali e ampliate quelle esistenti. Con il prevalere dei trasporti su ruote, fu abbandonata la navigazione dei corsi d'acqua, che si erano nel frattempo inquinati e furono quindi bonificati. In quel periodo si iniziò ad affrontare la questione ambientale, molte delle aree industriali furono dismesse e le fabbriche che vi sorgevano furono sostituite con edifici a destinazione uffici o residenziale, con la costruzione di diversi grattacieli. Già nel 1970 la popolazione del quartiere era di 155 000 abitanti.

## Infrastrutture e trasporti

### Ferrovie e metropolitana
Lo snodo ferroviario più importante è quello di Kyōbashi, con la stazione delle JR West, dove fermano i treni delle linee Circolare di Ōsaka e Katamachi-Tōzai, la stazione delle Ferrovie Keihan, con i convogli della Linea principale, nonché la stazione della Linea Nagahori Tsurumi-ryokuchi della Metropolitana di Osaka. Vi sono nel quartiere altre stazioni delle suddette linee, ma anche delle linee Chūō, Tanimachi e Imazatosuji della metropolitana e della Linea Ōsaka Higashi delle JR West.

### Strade
Tra le strade che attraversano Jōtō-ku vi sono quella che collega il centro città a Nara e quella che porta a Kyoto passando per Katano.